# Tuborg Påskebryg
Tuborg Påskebryg er en dansk øl af pilsnertypen, der blev lanceret af Tuborg i 1906 og markedsført op til påske.
Øllen er gylden og let sødlig og har en alkoholstyrke på 5,4 %. Øllens flaske er forsynet med en karakteristisk gul etiket med kyllinger, som har gjort, at den fra 1965 i folkemunde har heddet Kylle Kylle. Det tilnavn bruger Tuborg i dag aktivt i markedsføringen. Lanceringen finder sted på den årlige P-dag, der kendes fra 1952.

## Historie
Allerede i 1904 - to år før lanceringen af Tuborg Påskebryg - havde den daværende konkurrent Carlsberg sendt en påskebryg på markedet. Tuborg Påskebryg var i første omgang på markedet frem til 1918 og igen fra 1929 til 1940. I 1952 kom den igen på markedet, denne gang som en mørk øl. Allerede året efter forsøgte Tuborg sig med en gyldenblond øl, men fra 1956 var den atter mørk. I 1973 ændrede den til lys - hvilket ikke var nogen succes, og siden 1994 har den været gylden som den er i dag.